# しゅんこう型巡視船
しゅんこう型巡視船（英語: Shunkō-class patrol vessel）は、海上保安庁の巡視船の船級。分類上はPLH（Patrol vessel Large with Helicopters）、公称船型はヘリコプター2機搭載型。ネームシップの建造費用は172億円。

## 来歴
2012年9月の尖閣諸島国有化以降、尖閣諸島周辺海域では中国政府の公船の徘徊や領海侵入等の事案の頻度が増加していた。これに対し海上保安庁ではつがる型（ヘリコプター1機搭載型PLH）2隻、くにがみ型（1,000トン型PL）10隻の計12隻の巡視船によって尖閣領海警備専従体制の構築を図っており、2016年3月には支援施設を含めて構築が完了した。
しかしこの間も、2013年には従来4つが乱立していた中華人民共和国の海上保安機関が中国海警局として整理統合され、更に体制の強化が進められるなど、情勢は急激に変化していた。2016年には、領海に侵入する中国漁船に伴走するかたちで中国公船も領海に侵入する状況も出現し、更に来航する公船も増加していた。専従体制が完成した時点で、1,000トン以上の巡視船の勢力において既に海上保安庁は中国海警局の半分程度となっており、しかも中国海警局は更に増強を進めていた。
この情勢を受けて2016年8月24日に閣議決定された平成28年度第2次補正予算では、海上保安体制の強化のため過去最大となる674億円が盛り込まれた。そしてこのとき、尖閣領海警備体制の強化と大規模事案の同時発生に対応できる体制の整備を目的として計画された巡視船の1隻が「しゅんこう」であった。

## 設計
本型は、ふそう型（初代みずほ型）の系譜に属する汎用型PLHと位置づけられている。同じ平成28年度第2次補正予算で建造が開始されたれいめい型はしきしま級の系譜に属し、軍艦構造を採用して建造費も高価なのに対して、本型は商船に準じた構造を採用し、建造費はれいめい型に対し約35パーセント廉価となっている。
船型は排水量型を採用している。全体的な配置はれいめい型と同様で船容も似ているが、全長が約10メートル短いため搭載艇は片舷あたり1隻ずつ少なくなっている。全天候型救命艇を搭載していないため、航行区分も近海となっているようである。また後部マストは、れいめい型では塔型なのに対して本型ではラティス構造となっており、外見上の特徴となっている。
事案の長期化に対応するとともに、現地対策本部としての役割も期待されたことから、十分な清水・食料の搭載スペースが確保され、災害対応区画も設置された。また居住区画についても、「あきつしま」と同様に配置や振動抑制など居住環境の改善を図った設計がなされている。
要求速力はしきしま型と同じく25ノット以上とされたことから、本級でもしきしま型と同様の高速から低速までをカバーする4基のディーゼルエンジンを採用した。可変ピッチ・プロペラの2軸推進とされている。上記のように建造費に大きな差があることから、主機出力が小さく最高速力に差がある可能性も指摘されていたが、実際にはしきしま型（少なくともれいめい型）と同等の単機出力9,000馬力の機関が4基調達されており、出力は合計36,000馬力が確保されている。ただし同一機種というわけではなく、異なるものと推測される。

## 装備
兵装は70口径40mm単装機関砲1基と20mm多砲身機関砲2基を搭載する。「あきつしま」では船橋前方と、格納庫上に40mm単装機関砲をそれぞれ1基が搭載されていたのに対し、本級では格納庫上が20mm多銃身機関砲になり、船橋前方の1基になっている。また遠隔放水銃および停船命令等表示装置、遠隔監視採証装置も搭載された。
本型では巡視艇など他船への支援能力を備えており、片舷あたり4ヶ所ずつの係留ポストを設置して、清水・燃料・電力などの供給に対応できる。また乗員の休養を助ける母船機能も備えている。
上記の通り、れいめい型と比べて搭載艇は総数にして2隻少なく計4隻となっている。一方、ヘリコプターの格納庫はれいめい型と同様にスーパーピューマ225を2機収容できるようになっており、本型では搭載定数も2機となっている。
搭載機について、「七ツ島運航支援センター」（令和6年10月運用開始）が「七ツ島巡視船基地」に設置されたことにより鹿児島保安部所属のヘリコプター搭載型巡視船5隻（令和6年10月現在、「れいめい」型2隻、「しゅんこう」型3隻）の各搭載機は「七ツ島運航支援センター」格納庫での整備、一括運用されることになり各船から「七ツ島運航支援センター」での一括管理運用となり、搭載機は各巡視船の運用に合わせてその都度派遣されることとなった。

## 同型船一覧
| 計画年度            | 番号   | 船名       | 造船所                | 起工          | 進水          | 就役           | 配属              | 備考 |
| ------------------- | ------ | ---------- | --------------------- | ------------- | ------------- | -------------- | ----------------- | ---- |
| 平成28年度第2次補正 | PLH-42 | しゅんこう | 三菱重工業 下関造船所 | 2018年2月15日 | 2019年3月20日 | 2020年2月4日   | 鹿児島 (第十管区) |      |
| 令和元年度補正      | PLH-43 | あさなぎ   | 三菱重工業 下関造船所 | 2020年3月9日  | 2022年6月30日 | 2023年7月6日   | 鹿児島 (第十管区) |      |
| 令和元年度補正      | PLH-44 | ゆみはり   | 三菱重工業 下関造船所 | 2020年3月9日  | 2023年2月21日 | 2023年11月30日 | 鹿児島 (第十管区) |      |
| 令和4年度補正       | PLH-45 | かんばい   | 三菱重工業 下関造船所 |               | 2024年12月3日 | 2026年度予定   |                   |      |